# 霍華茲克里克鎮區 (北卡羅萊納州林肯縣)
霍華茲克里克鎮區（英語：Howards Creek Township）是位於美國北卡羅萊納州林肯縣的一個鎮區。

## 地方資料
霍華茲克里克鎮區的面積為169.38平方千米，皆為陸地。根據2020年美國人口普查的數據，當地共有人口9426人，而人口密度為每平方千米55.65人。